# Mavricij Oranski
Mavricij Oranski (nizozemsko: Maurits van Oranje), grof Nassavski, knez Oranski (od 1618), * 13. november 1567, Dillenburg, † 23. april 1625, Haag.
Mavricij je bil glavni poveljnik vojske Republike Nizozemske v času njenega osamosvajanja od Španije in državni namestnik (stadhouder) v petih provincah. Izkazal se je kot briljanten vojskovodja. V vojsko je vpeljal red in disciplino. Z novimi vojaškimi tehnikami ter metodami vojskovanja, gradnje in obleganja trdnjav je prispeval k razvoju vojaške doktrine. Kasneje, v času premirja, se je polastil oblasti in podredil upravne strukture v državi svojemu vplivu, kar je vodilo v hitro nazadovanje gospodarstva in oslabilo državo.

## V času bojevanja proti Španiji
Mavricij je bil drugi sin Viljema I. Oranskega in Ane Saške. Od otroštva se je zanimal za balistiko in vojaško tehniko. Študiral je na univerzi v Heidelbergu in univerzi v Leidnu, kjer se je seznanil s Simonom Stevinom, izumiteljem novih vojaških naprav, in učenjakom in humanistom Justusom Lipsiusom, ki ga je podučil o antičnih metodah bojevanja (Lipsius je leta 1596 napisal knjigo De militia romana). Po atentatu na očeta je bil leta 1585 imenovan v novoustanovljeni državni svet (raad van state) in leta 1586, sedemnajstleten, za stadhouderja v Holandiji in Zelandiji ter vrhovnega poveljnika vojske. Leta 1589 je postal stadhouder tudi v provincah Utrecht, Overijssel in Gelderland, medtem ko je bil njegov bratranec Viljem Ludvik stadhouder v preostalih dveh provincah, Friziji in Groningenu. Moža sta skupaj z Johanom van Oldenbarneveltom, državnikom, ki je skrbel za notranje in zunanje politično ravnotežje in organizacijo uprave, tvorila trojico, ki je uspela uravnovesiti in utrditi Republiko in jo ubraniti pred Španijo.
Začetkom 1590-ih je Oldenbarnevelt prepričal holandsko skupščino, da je zagotovila poseben denar za povečanje armade na 29.000 mož. Mavricij je ob pomoči Viljema Ludvika vpeljal v vojsko red in disciplino. Zagotovil je redno plačevanje vojakov v kratkih intervalih, redno urjenje, postavil pravila vedenja napram civilnemu prebivalstvu in jih podkrepil s strogimi kaznimi za prekrške (smrtna kazen za ugrabitev in posilstvo). Vpeljal je nove tehnike bojevanja, pri čemer je uporabil izume nizozemskih inženirjev (Simon Stevin); povečal je vlogo topništva, uporabil nove metode obleganja mest, transporta vojske, standardizacijo orožja in streliva. Organizacija v manjše enote in vojaški dril ob pomoči ilustriranih navodil so omogočali uvajanje tudi bolj zapletenih manevrov, kot npr. hitrejše streljanje ob zamenjavi prve in druge vrste ob vsaki salvi. Spremembe v nizozemski vojski so pomenile korak naprej v razvoju vojskovanja. Posnemala jih je vsa Evropa. (V filozofskem ozadju teh sprememb je bila neostoična etika Lipsiusa in drugih humanistov.)
S tako izvežbano vojsko je Mavricij leta 1591 začel ofenzivo proti Španiji. V naslednjih letih je osvojil španske trdnjave in ozemlja ob vzhodni in južni meji Republike, dobil nadzor nad velikimi mejnimi rekami (IJssel, Ren, Waal in Maas), kar je zagotavljalo hitre rečne transporte vojske in ponovno odprlo nekdanje trgovske poti. Hitro osvajanje trdnjav je bilo možno z novimi metodami obleganja, s številnimi topovi na mobilnih splavih (da niso potonili v močvirje), novimi načini kopanja jarkov in minirnih rovov , ki jih je pospešil še z dodatnim premijami za vojake-kopače. Nove tehnike so mu omogočale, da se je loteval obleganj, ki prej niso bila mogoča, kot npr. najbolj slavljeno obleganje močno utrjenega Geertruidenberga ob reki Maas, ki je padel junija 1593 po štirih mesecih obleganja. Obleganje je postalo tudi turistična atrakcija evropske visoke družbe.
Leta 1600 je prišlo, ob neuspelem pohodu na Ostende, do prvega večjega nesoglasja med Mavricijem in Oldenbarneveltom (Oldenbarnevelt je pohod potreboval, da bi pred javnostjo upravičil izdatke za vojsko, Viljem Ludvik mu je nasprotoval, Mavricij pa tudi ni bil navdušen nad načrtom).

## V obdobju dvanajstletnega premirja in po njem
Njuno razhajanje je močno povečalo leta 1609 sklenjeno premirje s Španijo, ki je Mavriciju onemogočilo nadaljnje vojaške akcije na južnem Nizozemskem. Premirje je tudi zmanjšalo Mavricijev pomen in vpliv na dogajanja v Republiki. Do enakega razkola je prišlo tudi v nizozemski javnosti, med bojevitimi kalvinisti na eni strani in miroljubnimi gospodarstveniki, ki so morali vojsko plačevati, na drugi. Spor se je razširil še na versko-ideološka vprašanja. Mavricij je razkol izkoristil sebi v prid tako, da kot vrhovni vojaški poveljnik ni omejeval izgredov radikalnih kalvinistov (ki so imeli na svoji strani tudi široke množice), dokler Oldenbarnevelt v stiski ni storil premalo premišljene poteze s tem, da je v holandski skupščini uveljavil sklep, ki je dovoljeval mestnim oblastem za obrambo prebivalstva najemanje lastnih najemniških enot. Po Mavricijevi razlagi je bil to prekršek proti ustavi. Dosegel je, da je zvezna skupščina izglasovala sklep o razorožitvi teh enot. Sledila je aretacija Oldenbarnevelta in njegova obsodba na smrt. Mavricij prošenj vplivnih ljudi za pomilostitev 71-letnega državnika ni uslišal, češ da varnost države zahteva izvršitev sodbe.
S prevzemom oblasti doma je Mavricij stopil tudi na oder Evrope, ki je opazovala, kaj bo izkušeni vojskovodja in nevaren nasprotnik storil ob koncu premirja s Španijo. Mavricij je denarno in vojaško podpiral protestante na Češkem in v Palatinatu in se tajno pogajal s Španijo, dokler se premirje ni izteklo.
A z odstranitvijo Oldenbarnevelta se je vzdušje znotraj Republike popolnoma spremenilo. Mavricij je na vsa pomembna mesta v upravah mest in provinc pripeljal svoje ljudi. Ti strokovno niso bili usposobljeni za nove službe, poslušno so čakali na Mavricijeva navodila. Ta je izgoreval v delu, a nalogi ni bil kos, saj je bil predvsem vojak in bil kot vojaški poveljnik tudi veliko odsoten. Gospodarstvo je začelo pešati, vojsko je bilo mogoče za silo vzdrževati le ob višanju davkov. Protestanti na Češkem in v Palatinatu so na začetku tridesetletne vojne izgubljali in katoliške vojske so se bližale Republiki. S prenehanjem premirja je Španija obnovila embargo na trgovino z Republiko in napadla njene meje. Pomanjkljivo vzdrževana Mavricijeva vojska se številčnejšim četam španskega vojskovodje Ambrogia Spinole ni mogla upirati. Po začetnih uspehih je Spinola avgusta 1624 začel oblegati Bredo, ki je kot posest Oranskih imela tudi simbolni pomen. Ob Mavricijevi smrti aprila 1625 je bila Breda tik pred predajo, Republika pa gospodarsko in vojaško v nezavidljivem položaju, najslabšem po letu 1590.

## Osebne lastnosti
Mavricij se je v mladostnem obdobju pokazal kot velik vojskovodja. Po značaju je bil previden, preračunljiv, metodičen, rad se je sam odločal, a bil je tudi sumničav, maščevalen, vzvišen, sposoben nasilnih dejanj, ambiciozen. Po smrti svojega katoliškega polbrata Filipa Viljema, najstarejšega sina Viljema I. Oranskega, ki je umrl brez naslednikov, je postal tudi knez Oranski. Po prevzemu oblasti je knezova rezidenca v Haagu z bliščem in protokolom vse bolj kazala njegove monarhične težnje. Obdajal se je s plemstvom (domačim, nemškim, francoskim), zlasti še po letu 1621, ko je sprejel v zatočišče Friderika V. Palatinskega, nesojenega češkega kralja in njegovo spremstvo.
Mavricij ni bil poročen in ni zapustil zakonitih naslednikov. Položaj glavnega poveljnika vojske (in kasneje tudi položaje stadhouderjev v provincah) so oblasti zaupale njegovemu polbratu Frideriku Henriku, ki je podedoval tudi knežji naslov.